# Richard Burke
Richard Burke, conocido popularmente como Dick Burke, (Nueva York, Estados Unidos, 29 de marzo de 1932-Nueva York, Estados Unidos,15 de marzo de 2016) o 12 de abril de 2015, fue un político irlandés que fue miembro de la Comisión Europea presidida por Roy Jenkins (conocida como la Comisión Jenkins) entre 1977 y 1981.

## Biografía
Nació el 28 de marzo de 1932 en Nueva York, en los Estados Unidos de América. Fu educado en Tipperary, Irlanda, en el colegio de la Congregación de Hermanos Cristianos, en la ciudad de Thurles. Más tarde estudiaría magisterio en la University College de Dublín.

## Actividad política
Richard Burke trabajaría como profesor antes de embarcarse en su carrera política. Su primera aparición en política fue con el Partido Democristiano fundado por Seán Loftus, aunque pronto se afilió al Fine Gael, convirtiéndose en miembro del Consejo del Condado de Dublín en 1967. Dos años después, en 1969, fue elegido para el Dáil Éireann por primera vez, convirtiéndose en un TD por el Condado de Dublín. Una vez en el parlamento, fue encargado por el líder del partido, Liam Cosgrave, de vigilar y dirigir el sentido del voto del grupo parlamentario.
En 1973, una nueva coalición política entre el Fine Gael y el Partido Laborista de Irlanda llegó al poder, y Burke fue nombrado Ministro de Educación. Durante ese periodo se unió al Taoiseach (primer ministro), Liam Cosgrave, para votar contra la legalización de los anticonceptivos. En 1976 ganó una batalla política interna con Justin Keating para la nominación al cargo de Comisario de la Comunidad Europea. Sucedió en el cargo a Patrick Hillery, que dimitió para convertirse en Presidente de Irlanda.
Como miembro de la Comisión Jenkins, se encargó de las carteras de Relaciones con el Parlamento, Fiscalidad, Asuntos de los Consumidores y Transporte entre 1977 y 1981.
Tras la finalización del periodo de cuatro años en los que ocupó el cargo de Comisario, Burke fue invitado a volver al Fine Gael y volvió a conseguir el cargo de diputado tras las elecciones generales de 1981. No fue nombrado, sin embargo, para ningún cargo en el gobierno. Retuvo su escaño en las siguientes elecciones de 1982, pero su partido no obtuvo la mayoría suficiente para gobernar.
El nuevo Taoiseach, Charles Haughey, le ofreció volver a ser nominado para la Comisión de la Comunidad Europea, esperando ganar las elecciones parciales que serían convocadas para el escaño que Burke dejaría vacante. Éste aceptó el cargo con cierta polémica por haber sido propuesto por el partido rival, pero finalmente en las elecciones parciales volvió a ganar el candidato propuesto por el Fine Gael.
Tras su retorno a Irlanda en 1984 tras su mandato en la Comisión Thorn, Burke se retiró de la política.
- Datos: Q1237901